# TI-30Xa
La TI-30Xa est une calculatrice scientifique commercialisée par Texas Instruments. Elle est dérivée de la TI-30 : même clavier, mais apparence plus « moderne ».
Cette calculatrice dispose de trois registres de mémoire. Les nombres sont stockés avec une précision de 12 chiffres significatifs (10 chiffres affichés), et deux chiffres d'exposant. Elle est alimentée par une pile ; le modèle TI-30 eco RS est la version fonctionnant à l'énergie solaire.

## Fonctionnalités
- Fonctions trigonométriques et hyperboliques
- Conversion de coordonnées rectangulaires-polaires
- Combinaisons et arrangements
- Statistique descriptive à une variable